# Podhájský potok (přítok Hadovky)
Podhájský potok je vodní tok v Tepelské vrchovině na rozhraní okresů Cheb v Karlovarském kraji a Tachov v Plzeňském kraji. Je pravostranným přítokem Hadovky. Délka toku měří 11,2 km. Plocha jeho povodí činí 23 km².

## Průběh toku
Potok pramení pod Beranovským vrchem (739 m), 1 km JJV od Bezvěrova, 1 km JJZ od Beranovky v nadmořské výšce 710 m. Otevřenou krajinou teče východním směrem. V nivě potoka u jeho levého břehu roste v remízku olšin nejmohutnější památná olše v Česku, pojmenované jako Beranovská olše. Potok pokračuje jižním až jihovýchodním směrem. Neprotéká žádnou vesnicí, míjí místo s pozůstatky šachet a odvalů zaniklého dolu na antimon, kde stávala osada Domaslavičky.
Zde už potok teče po hranici Karlovarského a Plzeňského kraje a přitéká do Přírodního parku Hadovka. Přírodním parkem protéká od západu k východu a přibližně 750 m severně od Domaslavi se vlévá do Hadovky jako její pravostranný přítok.